# Puig Francàs
El Puig Francàs és una muntanya de 551 metres que es troba entre els municipis de del Montmell i la Bisbal del Penedès, a la comarca catalana del Baix Penedès.
Aquest cim està inclòs al llistat dels 100 cims de la FEEC